# Stefan Lübbe
Stefan Lübbe (* 4. August 1957 in Bergisch Gladbach; † 13. Oktober 2014 in Südfrankreich) war ein deutscher Verleger. Er war seit 2006 Alleingesellschafter des Bastei Lübbe Verlages (von 2000 bis 2009 Firmierung als Verlagsgruppe Lübbe), einem der größten Belletristikverlage Deutschlands.

## Leben
Lübbe war der Sohn aus der Ehe des Verlegerehepaares Gustav Lübbe (1918–1995) und Ursula Lübbe (1922–2016). Nach seiner Ausbildung zum Bankkaufmann und einem Studium der Betriebswirtschaftslehre ab 1980 an der Universität zu Köln, das er in Fort Worth, Texas (USA), fortsetzte und mit dem MBA 1986 abschloss, arbeitete Stefan Lübbe von 1987 bis 1996 in verschiedenen leitenden Redaktionspositionen beim damaligen Bastei-Verlag Gustav H. Lübbe. Nach dem Tod seines Vaters wechselte er in die Verlagsleitung, zuerst als Beiratsmitglied, später als Sprecher der Geschäftsführung und ab 2002 als Mitglied des Aufsichtsrates.
Nachdem er seiner Schwester deren Anteile am Unternehmen abgekauft hatte und damit Alleingesellschafter war, übernahm er zum Jahreswechsel 2006/2007 den Vorsitz der Geschäftsführung, deren weitere Geschäftsführer Silvia Kuttny-Walser, Klaus Kluge, Thomas Schierack und Bodo Horn-Rumold (Baumhaus) die diversen Verlage der Gruppe leiteten. Nach Umwandlung der Bastei Lübbe GmbH & Co KG zur Bastei Lübbe AG und nachfolgend dem Börsengang des Verlagskonzerns im Oktober 2013 blieb Lübbe Mehrheitsaktionär, überließ aber die operative Leitung dem Konzernvorstand.
Stefan Lübbe war verheiratet und Vater einer Tochter. Die Familie lebte in Bergisch Gladbach bei Köln. Lübbe starb während einer Reise im Oktober 2014 im Alter von 57 Jahren in Südfrankreich an einem Herzinfarkt.

## Engagement in der Ursula-Lübbe-Stiftung
Neben seiner Verlegertätigkeit stand Lübbe als Vorstandsvorsitzender der Ursula-Lübbe-Stiftung vor. Die 2003 von seiner Mutter Ursula Lübbe ins Leben gerufene Initiative hat sich die Förderung von Bildung, Kunst und Kultur, insbesondere bei Kindern und Jugendlichen zur Aufgabe gemacht. In Zusammenarbeit mit staatlichen und privaten Institutionen unterstützt die Ursula-Lübbe-Stiftung Projekte, die auf innovative Weise die Vermittlung kultureller Inhalte an eine breite Zielgruppe fördern.
Auf die Initiative Stefan Lübbes geht auch die Kooperation der Ursula-Lübbe-Stiftung mit der Stiftung Preußischer Kulturbesitz zurück. Im Rahmen dieser Zusammenarbeit entstand unter anderem das „Projekt Paul“. Paul ist ein gezeichneter Charakter, der Kindern auf spielerische Weise Kunst, Kultur und Geschichte näherbringt. Mit Hilfe von Paul möchten die beiden Stiftungen die Begeisterung für Kunst und Kultur bei Kindern und Jugendlichen auf unkonventionelle, phantasievolle Weise wecken. Paul tritt in Broschüren, Büchern und Filmen auf und präsentiert außerdem das Kinderkulturmagazin „KIKUMA“, ebenfalls herausgegeben von der Ursula-Lübbe-Stiftung.
Weitere Kooperationspartner der Ursula-Lübbe-Stiftung sind die Stiftung Haus der Geschichte der Bundesrepublik Deutschland und der Landtag von Nordrhein-Westfalen.

## Stefan-Lübbe-Preis
Die Kölner Bastei Lübbe AG stiftete zum Andenken an ihren Verleger im Jahr 2015 den Stefan-Lübbe-Preis, einen Buchpreis und Wettbewerb zur Talentförderung, der alle zwei Jahre zu wechselnden Themen ausgeschrieben werden sollte.

### Preisträger
- 2016: Theresa Hannig für „Die Optimierer“[5]